# Ка ди Целе (Верчели)
Ка ди Целе је насеље у Италији у округу Верчели, региону Пијемонт.
Према процени из 2011. у насељу је живело 5 становника. Насеље се налази на надморској висини од 1017 м.